# Comitatul Kildare
Kildare (în irlandeză Cill Dara) este un comitat în Republica Irlanda.